# Головач, Сергей Михайлович
Сергей Михайлович Голова́ч (Серж Головач; род. 3 июня 1970, Биробиджан) — российский художник.

## Биография
В 1986 году в Биробиджане окончил художественную школу. Обучался в Военном институте правительственной связи в Орле (1987—1989) и Дальневосточном государственном университете путей сообщения в Хабаровске (1989—1992).
В 2001 окончил Дальневосточную академию государственной службы в Хабаровске; в 2006 году — Deutsche Management Akademie Niedersachsen по программе «семинара для молодых руководителей учреждений культуры Российской Федерации на примере музеев» в Целле (Германия).
В 2001 переехал в Москву.
Художественными средствами Сержа Головача являются боди-арт, перформанс, панорамная фотография, фотофильмы, шелкография, мультипликация и подкастинг. Принимает участие в галерейных, музейных выставочных проектах и журнальных арт-концептах.

### Творческие союзы
- Член Союза фотохудожников России с января 2000 г.[1]
- Член Международной ассоциации «Союз дизайнеров» с марта 2001 г.
- Член Международной федерации журналистов с августа 2001 г.
- Член Профессионального союза художников с мая 2003 г.[2]
- Член Творческого союз художников России с декабря 2009 г.

## Художественные проекты

### Анти-СПИД
- Авторский проект «+» (2007, Москва, галерея «Fine Art», II Московская биеннале современного искусства, параллельная программа)
- Авторский проект «Глаза в глаза. Женщины против СПИДа» (2008, Москва, Политехнический музей, специально для региональной общественной организации «СПИД-инфосвязь»)
- авторский проект «Звёзды Против СПИДа» (2008, Москва, Stella Art Foundation, специально для Объединенной программы Организации Объединённых Наций по ВИЧ/СПИДу ЮНЭЙДС)

### Анти-туберкулёз
Авторский проект «Твоё здоровье в твоих руках / Звёзды против туберкулёза» (2009, Москва, Политехнический музей, специально для Партнёрства Лилли по борьбе с туберкулёзом
с множественной лекарственной устойчивостью и Российского Красного Креста)

### Анти-рак
- Авторский проект «Звёзды против рака молочной железы» (2008, Москва, журнал «Sex and the City»)
- Авторские проекты «GRüNLinie. Эпюры тела» & «Красота спасёт мир» (2009, Хабаровск, Дальневосточный художественный музей, специально для Дальневосточного театра моды)

## Коллекции
- Государственный Русский музей, Санкт-Петербург, 2005
- Московский музей современного искусства, Москва, 2005 и 2009
- Государственный центр современного искусства, Москва, 2003
- музей Московский дом фотографии, 2003
- Музей «Deutsches Tanzarchiv Koln», 2008
- Дальневосточный художественный музей, Хабаровск, 2002 и 2009
- Центр современного искусства, Витебск, 2003
- Частные коллекции: Софья Троценко, Александр Шумов Supremus, Николай Палажченко, Сергей Попов, Андрей Малахов, Сергей Кардановский, Jorg Bongarts, Анна и Роман Митаншины